# 14. stoljeće
◄ | 1. tisućljeće | 2. tisućljeće | 3. tisućljeće | ►
◄ | 12. stoljeće | 13. stoljeće | 14. stoljeće | 15. stoljeće | 16. stoljeće | ►
1300-ih | 1310-ih | 1320-ih | 1330-ih | 1340-ih | 1350-ih | 1360-ih | 1370-ih | 1380-ih | 1390-ih
14. stoljeće je je razdoblje od 1301. do  1400. godine.

## Glavni događaji i razvoji
- Renesansa je započela u Italiji (predstavnici Dante Alighieri, Giovanni Boccaccio, Francesco Petrarca)
- 1371. - bitka na Marici, prodor Turaka u Europu
- 1389. - bitka na Kosovu polju između srpske i turske vojske - pobjeda Turaka i zauzimanje značajnog prostora Balkana i Europe za dugotrajni ostanak i utjecaj na ovim prostorima

## Osobe
- Sveta Katarina Sijenska (1347. – 1380.) - katolička svetica, crkvena naučiteljica
- Osman - osnivač Osmanskog Carstva